# Janez Drnovšek
Janez Drnovšek, född 17 maj 1950 i Celje, död 23 februari 2008 i Zaplana nära Vrhnika, var en slovensk politiker, landets premiärminister 1992-2002 och president 2002-2007. 
Drnovšek tog examen i ekonomi 1973 och doktorerade 1986. Han arbetade samtidigt vid ett byggnadsföretag och senare vid en bank och ett år som ekonomisk rådgivare till jugoslaviska ambassaden i Kairo i Egypten. 1986 blev han ledamot av delrepubliken Sloveniens parlament och även av republik- och provinskammaren i Jugoslaviens parlament. 
1989 avgick Stane Dolanc, Sloveniens representant i Jugoslaviens kollektiva presidentråd. Den slovenska regeringen, som var medveten om att demokratisering skulle komma, beslöt att hålla val mellan två kandidater till posten. Drnovšek, som till dess var ganska okänd för allmänheten, besegrade Marko Bulc, regeringens favorit, och blev därmed den förste valde statsmannen i det socialistiska Jugoslavien. De andra jugoslaviska republikernas regeringar accepterade inte detta sätt att utse en ledamot av presidentrådet, och Sloveniens parlament fick bekräfta det val som folket gjort. Drnovšek var ordförande i presidentrådet från 1989 till 1990. Medan han var ordförande i presidentrådet var han också ordförande för Alliansfria rörelsen och överbefälhavare för Jugoslaviens armé. Fram tills det kommunistiska systemet bröt samman var han aktiv medlem i kommunistpartiet. Kort efter demokratisering bröt sig Slovenien ur Jugoslavien, men Drnovšek fortsatte som framgångsrik politiker. Han var den andre premiärministern i det självständiga Slovenien från 1992 till 2002 (med ett kort uppehåll några månader 2000) efter Alojz Peterle, den förste premiärministern. Han valdes sedan till att bli Sloveniens andre president för mandatperioden 2003 - 2008.
Från 1992 till 2002 var han ordförande för Liberalna Demokracija Slovenije (LDS).
Efter att ha blivit diagnostiserad med cancer blev Drnovšek vegan.